# Mengcheng
Mengcheng (chiń. upr. 蒙城县; pinyin Méngchéng Xiàn) – powiat w południowo-wschodniej części prefektury miejskiej Bozhou w prowincji Anhui w Chińskiej Republice Ludowej. Liczba mieszkańców powiatu, w 1999 roku, wynosiła 1 145 216.